# Kerti tintagomba
A kerti tintagomba (Coprinellus micaceus) a porhanyósgombafélék családjába tartozó, kozmopolita elterjedésű, lombos fák korhadó törzsén, maradványain élő, nem ehető gombafaj. 

## Megjelenése
A kerti tintagomba kalapja 2-5 cm széles, alakja fiatalon tojásdad, majd széles domborúan vagy harangszerűen kiterül. Széle idősen felfelé görbülhet, gyakran beszakadozik. Színe eleinte mézbarna, sárgásbarna, borostyánszínű; később szürkésbarnán kifakul, különösen a szélén. A fiatal példányok felszínét apró, csillámló szemcsék borítják (a teljes vélum maradványai), melyeket az eső idővel lemoshat. Széle sűrűn bordázott, általában a kalap feléig vagy azon is túl. 
Húsa vékony, puha, törékeny; színe fehéres. Szaga és íze nem jellegzetes.   
Sűrű lemezei tönkhöz nőttek vagy szabadon állók. Színük eleinte fehéres majd bebarnulnak, idősen megfeketednek és félig-meddig elfolyósodnak. 
Tönkje 2-8 cm magas és 3-6 mm vastag. Alakja egyenletesen hengeres, belül üreges. Felszíne sima vagy nagyon finoman szőrös-szemcsés. Színe fehér.
Spórapora fekete. Spórája közel elliptikus vagy pajzs (püspöksüveg) alakú, sima, mérete 7-11 x 4-7 µm. 

### Hasonló fajok
A sereges tintagomba nagyobb csoportokban terem. Hasonlíthat hozzá a csillámló tintagomba vagy a nagyobb ráncos tintagomba is.

## Elterjedése és termőhelye
Az Antarktisz kivételével minden kontinensen megtalálható. Magyarországon gyakori.  
Lombos fák elhalt tuskóján, törzsén vagy talajon (eltemetett faanyagon) található meg, mindig kisebb-nagyobb csoportokban. Néha élő fák korhadó kérgén is megtelepszik, a talajhoz közel. Kertekben, parkokban, a ház körül is gyakori. Nyár elejétől az első fagyokig terem. 

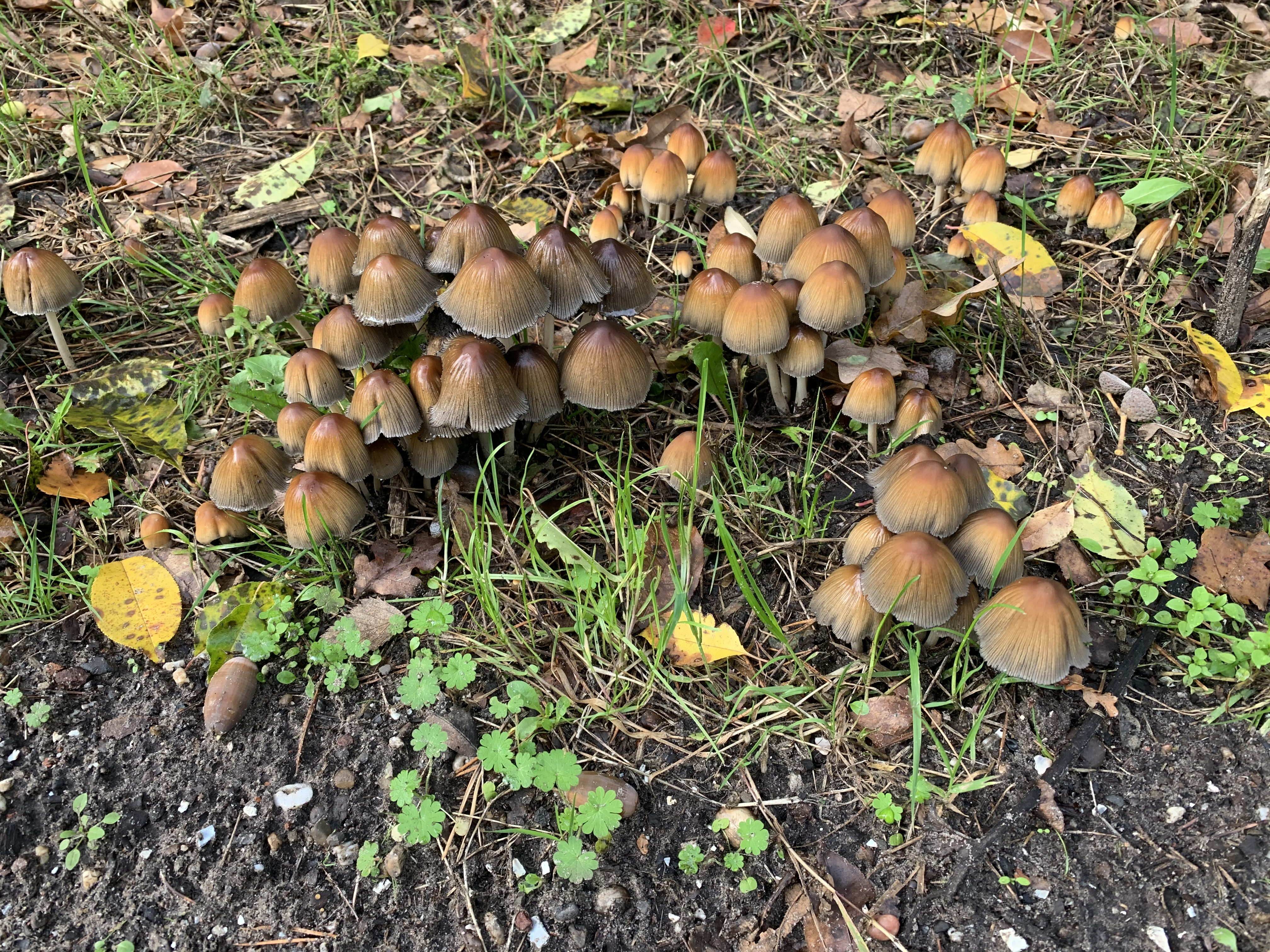
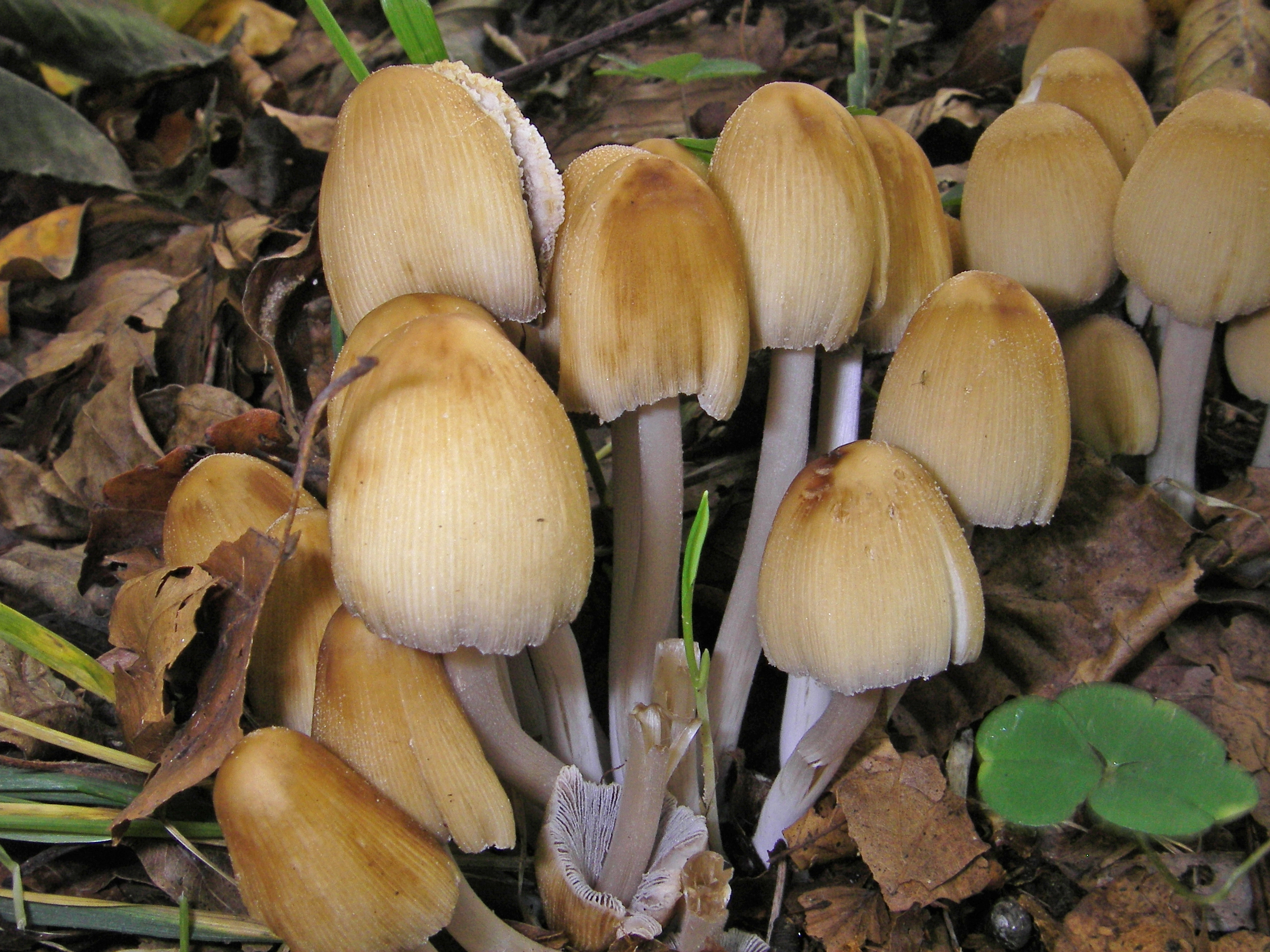
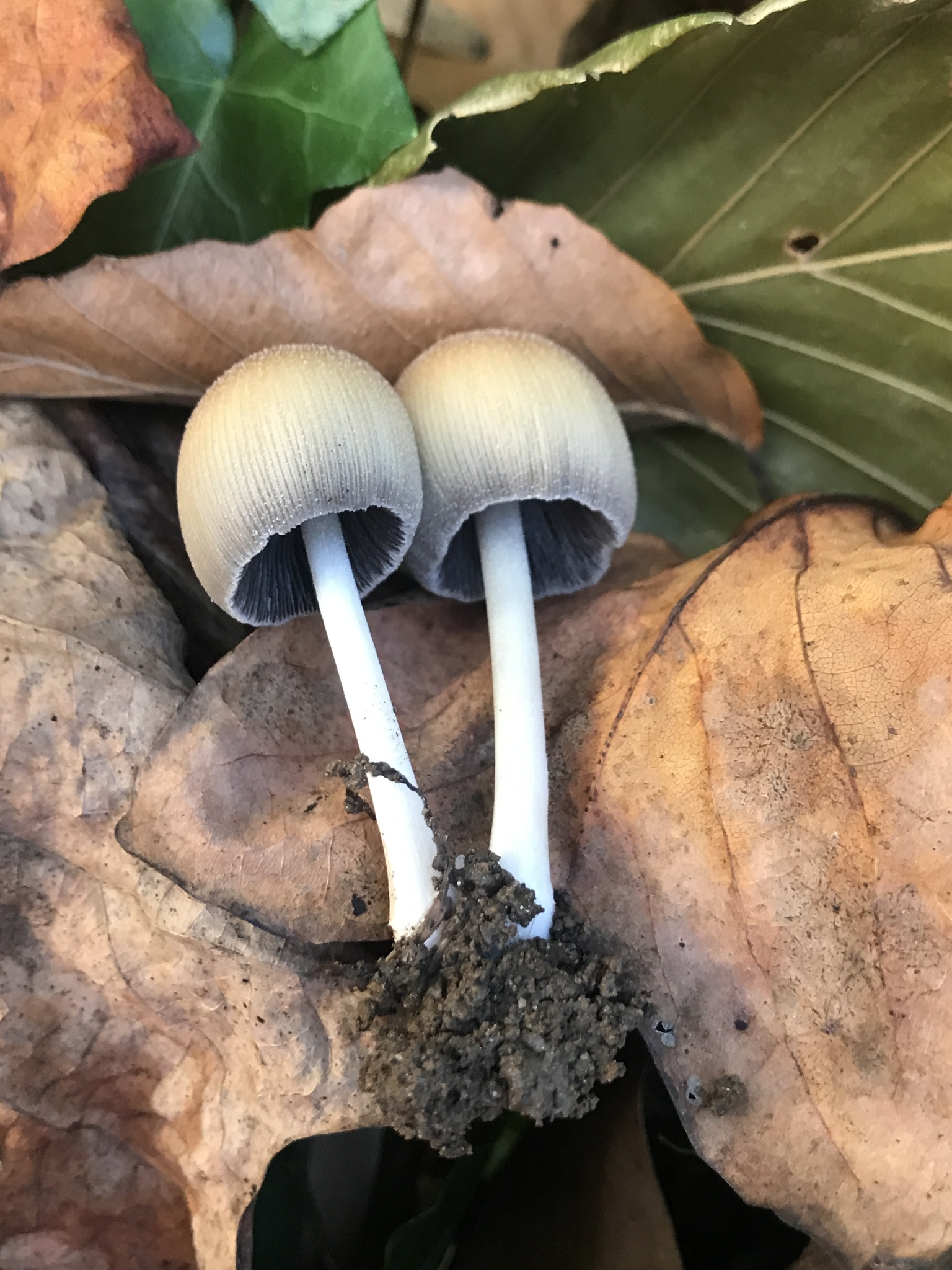
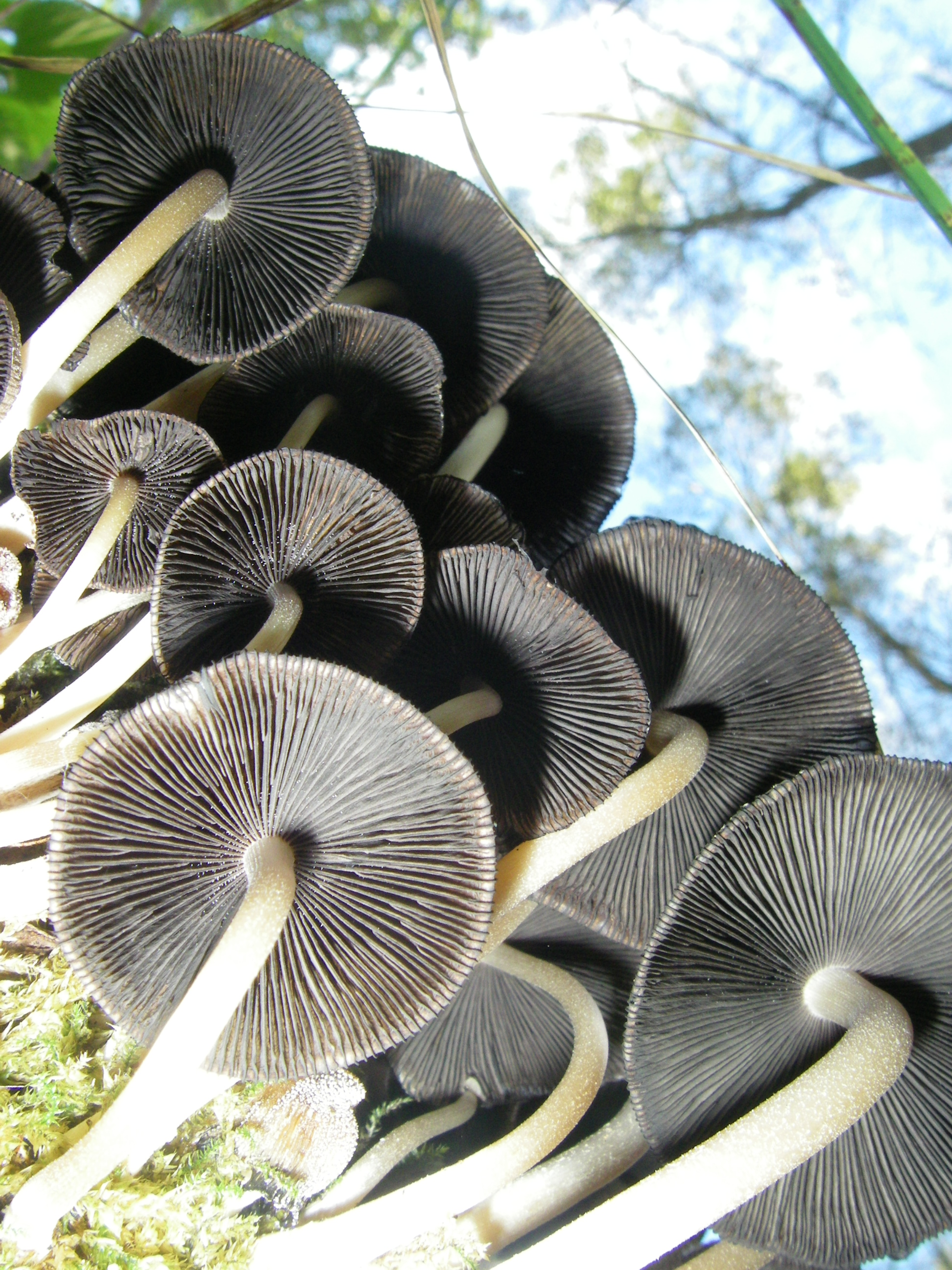
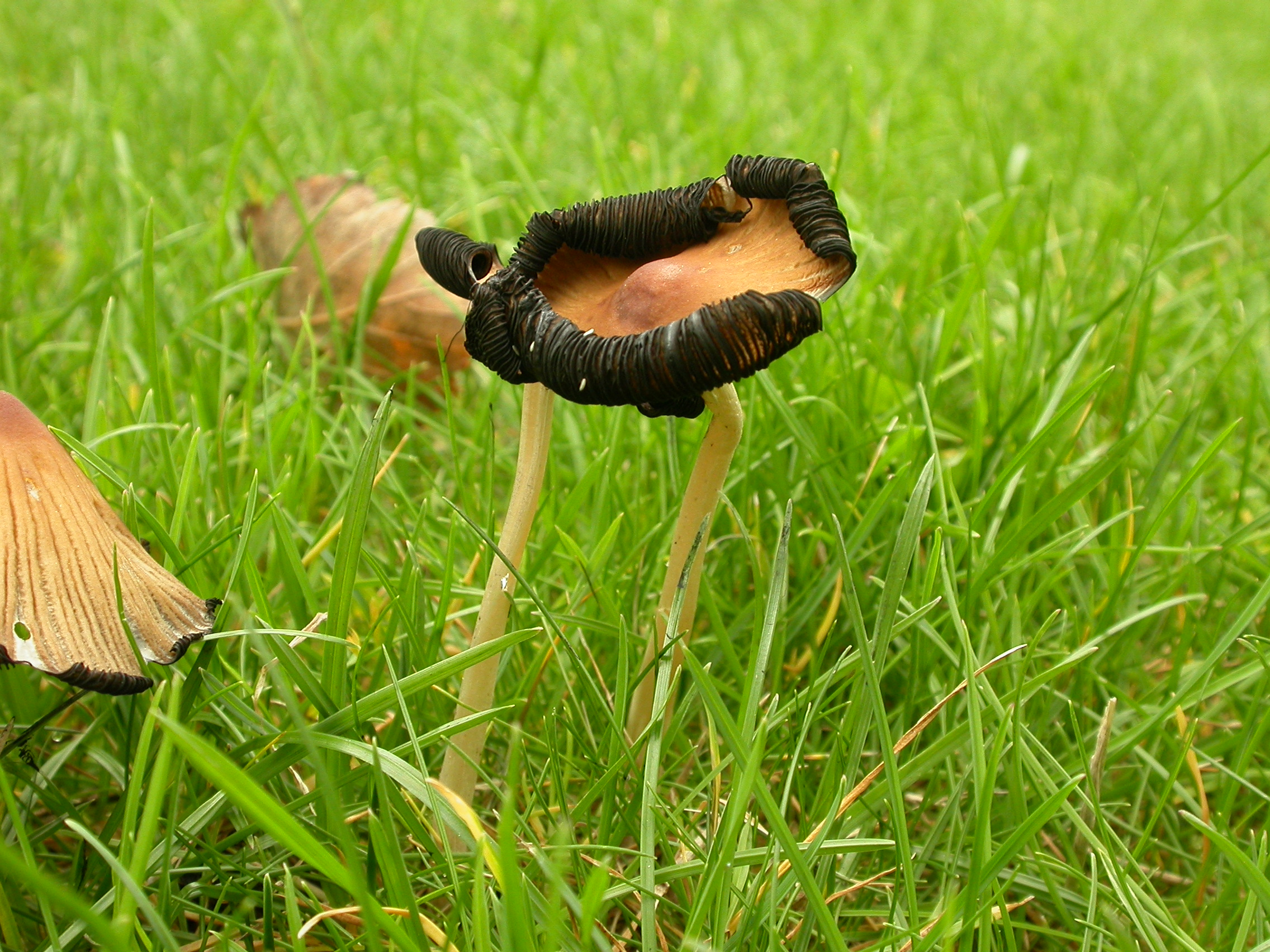